# Котови
Котови (пол. Kotowy) — село в Польщі, у гміні Скрвільно Рипінського повіту Куявсько-Поморського воєводства.
Населення — 344 особи (2011).
У 1975-1998 роках село належало до Влоцлавського воєводства.

## Демографія
Демографічна структура станом на 31 березня 2011 року:
|          | Загалом | Допрацездатний вік | Працездатний вік | Постпрацездатний вік |
| -------- | ------- | ------------------ | ---------------- | -------------------- |
| Чоловіки | 183     | 49                 | 118              | 16                   |
| Жінки    | 161     | 38                 | 84               | 39                   |
| Разом    | 344     | 87                 | 202              | 55                   |